# Język komputerowy
Język komputerowy – język służący do komunikowania się użytkownika z komputerem.
Jest to szersze pojęcie od pojęcia języka programowania, ponieważ językami komputerowymi są ponadto:
- języki skryptowe
- języki zapytań
- język opisu sprzętu (Hardware Description Language)
- język arkuszy stylów
- język znaczników